# فدریکو سالاس
فدریکو سالاس (به اسپانیایی: Federico Salas) (زاده ۴ سپتامبر ۱۹۵۰ در لیما – درگذشته ۲۸ آوریل ۲۰۲۱) سیاست‌مدار اهل پرو بود. وی از ۲۸ ژوئیه ۲۰۰۰ تا ۲۱ نوامبر ۲۰۰۰ نخست‌وزیر این کشور بود.